# 세르하트
세르하트(Serhat, 본명: 아흐메트 세르하트 하즈파샬르올루(Ahmet Serhat Hacıpaşalıoğlu), 1964년 10월 24일 ~ )는 튀르키예의 가수이다. 2016년과 2019년 유로비전 송 콘테스트 산마리노 대표 참가자이다.